# Liste der Ortsbezirke in Rheinland-Pfalz
Die Liste der Ortsbezirke in Rheinland-Pfalz enthält die Ortsbezirke im deutschen Bundesland Rheinland-Pfalz.
Rechtsgrundlagen sind die Gemeindeordnung (GemO) vom 31. Januar 1994, 4. Kapitel, Ortsbezirke sowie die Hauptsatzungen der jeweiligen Gemeinden.
| Ortsbezirk                              | Gemeinde                   | Status                 | Verbandsgemeinde                                      |
| --------------------------------------- | -------------------------- | ---------------------- | ----------------------------------------------------- |
| Arenberg/Immendorf                      | Koblenz                    | Kreisfreie Stadt       | -                                                     |
| Arzheim                                 | Koblenz                    | Kreisfreie Stadt       | -                                                     |
| Bubenheim                               | Koblenz                    | Kreisfreie Stadt       | -                                                     |
| Güls                                    | Koblenz                    | Kreisfreie Stadt       | -                                                     |
| Kesselheim                              | Koblenz                    | Kreisfreie Stadt       | -                                                     |
| Lay                                     | Koblenz                    | Kreisfreie Stadt       | -                                                     |
| Rübenach                                | Koblenz                    | Kreisfreie Stadt       | -                                                     |
| Stolzenfels                             | Koblenz                    | Kreisfreie Stadt       | -                                                     |
| Mitte-Gartenfeld                        | Trier                      | Kreisfreie Stadt       | -                                                     |
| Trier-Nord                              | Trier                      | Kreisfreie Stadt       | -                                                     |
| Trier-Süd                               | Trier                      | Kreisfreie Stadt       | -                                                     |
| Ehrang-Quint                            | Trier                      | Kreisfreie Stadt       | -                                                     |
| Pfalzel                                 | Trier                      | Kreisfreie Stadt       | -                                                     |
| Biewer                                  | Trier                      | Kreisfreie Stadt       | -                                                     |
| Ruwer-Eitelsbach                        | Trier                      | Kreisfreie Stadt       | -                                                     |
| Trier-West/Pallien                      | Trier                      | Kreisfreie Stadt       | -                                                     |
| Euren                                   | Trier                      | Kreisfreie Stadt       | -                                                     |
| Zewen                                   | Trier                      | Kreisfreie Stadt       | -                                                     |
| Olewig                                  | Trier                      | Kreisfreie Stadt       | -                                                     |
| Kürenz                                  | Trier                      | Kreisfreie Stadt       | -                                                     |
| Tarforst                                | Trier                      | Kreisfreie Stadt       | -                                                     |
| Filsch                                  | Trier                      | Kreisfreie Stadt       | -                                                     |
| Irsch                                   | Trier                      | Kreisfreie Stadt       | -                                                     |
| Kernscheid                              | Trier                      | Kreisfreie Stadt       | -                                                     |
| Feyen-Weismark                          | Trier                      | Kreisfreie Stadt       | -                                                     |
| Heiligkreuz                             | Trier                      | Kreisfreie Stadt       | -                                                     |
| Mariahof                                | Trier                      | Kreisfreie Stadt       | -                                                     |
| Flomersheim                             | Frankenthal (Pfalz)        | Kreisfreie Stadt       | -                                                     |
| Mörsch                                  | Frankenthal (Pfalz)        | Kreisfreie Stadt       | -                                                     |
| Studernheim                             | Frankenthal (Pfalz)        | Kreisfreie Stadt       | -                                                     |
| Eppstein                                | Frankenthal (Pfalz)        | Kreisfreie Stadt       | -                                                     |
| Erzhütten/Wiesenthalerhof               | Kaiserslautern             | Kreisfreie Stadt       | -                                                     |
| Einsiedlerhof                           | Kaiserslautern             | Kreisfreie Stadt       | -                                                     |
| Morlautern                              | Kaiserslautern             | Kreisfreie Stadt       | -                                                     |
| Erlenbach                               | Kaiserslautern             | Kreisfreie Stadt       | -                                                     |
| Mölschbach                              | Kaiserslautern             | Kreisfreie Stadt       | -                                                     |
| Dansenberg                              | Kaiserslautern             | Kreisfreie Stadt       | -                                                     |
| Hohenecken                              | Kaiserslautern             | Kreisfreie Stadt       | -                                                     |
| Siegelbach                              | Kaiserslautern             | Kreisfreie Stadt       | -                                                     |
| Erfenbach                               | Kaiserslautern             | Kreisfreie Stadt       | -                                                     |
| Queichheim                              | Landau in der Pfalz        | Kreisfreie Stadt       | -                                                     |
| Mörlheim                                | Landau in der Pfalz        | Kreisfreie Stadt       | -                                                     |
| Arzheim                                 | Landau in der Pfalz        | Kreisfreie Stadt       | -                                                     |
| Dammheim                                | Landau in der Pfalz        | Kreisfreie Stadt       | -                                                     |
| Godramstein                             | Landau in der Pfalz        | Kreisfreie Stadt       | -                                                     |
| Mörzheim                                | Landau in der Pfalz        | Kreisfreie Stadt       | -                                                     |
| Nußdorf                                 | Landau in der Pfalz        | Kreisfreie Stadt       | -                                                     |
| Wollmesheim                             | Landau in der Pfalz        | Kreisfreie Stadt       | -                                                     |
| Südliche Innenstadt (mit Mitte und Süd) | Ludwigshafen am Rhein      | Kreisfreie Stadt       | -                                                     |
| Nördliche Innenstadt                    | Ludwigshafen am Rhein      | Kreisfreie Stadt       | -                                                     |
| Friesenheim                             | Ludwigshafen am Rhein      | Kreisfreie Stadt       | -                                                     |
| Oppau                                   | Ludwigshafen am Rhein      | Kreisfreie Stadt       | -                                                     |
| Oggersheim                              | Ludwigshafen am Rhein      | Kreisfreie Stadt       | -                                                     |
| Ruchheim                                | Ludwigshafen am Rhein      | Kreisfreie Stadt       | -                                                     |
| Gartenstadt                             | Ludwigshafen am Rhein      | Kreisfreie Stadt       | -                                                     |
| Maudach                                 | Ludwigshafen am Rhein      | Kreisfreie Stadt       | -                                                     |
| Mundenheim                              | Ludwigshafen am Rhein      | Kreisfreie Stadt       | -                                                     |
| Rheingönheim                            | Ludwigshafen am Rhein      | Kreisfreie Stadt       | -                                                     |
| Altstadt                                | Mainz                      | Kreisfreie Stadt       | -                                                     |
| Neustadt                                | Mainz                      | Kreisfreie Stadt       | -                                                     |
| Oberstadt                               | Mainz                      | Kreisfreie Stadt       | -                                                     |
| Hartenberg/Münchfeld                    | Mainz                      | Kreisfreie Stadt       | -                                                     |
| Mombach                                 | Mainz                      | Kreisfreie Stadt       | -                                                     |
| Gonsenheim                              | Mainz                      | Kreisfreie Stadt       | -                                                     |
| Finthen                                 | Mainz                      | Kreisfreie Stadt       | -                                                     |
| Bretzenheim                             | Mainz                      | Kreisfreie Stadt       | -                                                     |
| Marienborn                              | Mainz                      | Kreisfreie Stadt       | -                                                     |
| Lerchenberg                             | Mainz                      | Kreisfreie Stadt       | -                                                     |
| Drais                                   | Mainz                      | Kreisfreie Stadt       | -                                                     |
| Hechtsheim                              | Mainz                      | Kreisfreie Stadt       | -                                                     |
| Ebersheim                               | Mainz                      | Kreisfreie Stadt       | -                                                     |
| Weisenau                                | Mainz                      | Kreisfreie Stadt       | -                                                     |
| Laubenheim                              | Mainz                      | Kreisfreie Stadt       | -                                                     |
| Diedesfeld                              | Neustadt an der Weinstraße | Kreisfreie Stadt       | -                                                     |
| Duttweiler                              | Neustadt an der Weinstraße | Kreisfreie Stadt       | -                                                     |
| Geinsheim                               | Neustadt an der Weinstraße | Kreisfreie Stadt       | -                                                     |
| Gimmeldingen                            | Neustadt an der Weinstraße | Kreisfreie Stadt       | -                                                     |
| Haardt                                  | Neustadt an der Weinstraße | Kreisfreie Stadt       | -                                                     |
| Hambach                                 | Neustadt an der Weinstraße | Kreisfreie Stadt       | -                                                     |
| Königsbach                              | Neustadt an der Weinstraße | Kreisfreie Stadt       | -                                                     |
| Lachen-Speyerdorf                       | Neustadt an der Weinstraße | Kreisfreie Stadt       | -                                                     |
| Mußbach                                 | Neustadt an der Weinstraße | Kreisfreie Stadt       | -                                                     |
| Erlenbrunn                              | Pirmasens                  | Kreisfreie Stadt       | -                                                     |
| Fehrbach                                | Pirmasens                  | Kreisfreie Stadt       | -                                                     |
| Gersbach                                | Pirmasens                  | Kreisfreie Stadt       | -                                                     |
| Hengsberg                               | Pirmasens                  | Kreisfreie Stadt       | -                                                     |
| Niedersimten                            | Pirmasens                  | Kreisfreie Stadt       | -                                                     |
| Windsberg                               | Pirmasens                  | Kreisfreie Stadt       | -                                                     |
| Winzeln                                 | Pirmasens                  | Kreisfreie Stadt       | -                                                     |
| Pfiffligheim                            | Worms                      | Kreisfreie Stadt       | -                                                     |
| Hochheim                                | Worms                      | Kreisfreie Stadt       | -                                                     |
| Neuhausen                               | Worms                      | Kreisfreie Stadt       | -                                                     |
| Herrnsheim                              | Worms                      | Kreisfreie Stadt       | -                                                     |
| Leiselheim                              | Worms                      | Kreisfreie Stadt       | -                                                     |
| Horchheim                               | Worms                      | Kreisfreie Stadt       | -                                                     |
| Weinsheim                               | Worms                      | Kreisfreie Stadt       | -                                                     |
| Wiesoppenheim                           | Worms                      | Kreisfreie Stadt       | -                                                     |
| Heppenheim                              | Worms                      | Kreisfreie Stadt       | -                                                     |
| Pfeddersheim                            | Worms                      | Kreisfreie Stadt       | -                                                     |
| Abenheim                                | Worms                      | Kreisfreie Stadt       | -                                                     |
| Rheindürkheim                           | Worms                      | Kreisfreie Stadt       | -                                                     |
| Ibersheim                               | Worms                      | Kreisfreie Stadt       | -                                                     |
| Mittelbach                              | Zweibrücken                | Kreisfreie Stadt       | -                                                     |
| Mörsbach                                | Zweibrücken                | Kreisfreie Stadt       | -                                                     |
| Oberauerbach                            | Zweibrücken                | Kreisfreie Stadt       | -                                                     |
| Rimschweiler                            | Zweibrücken                | Kreisfreie Stadt       | -                                                     |
| Wattweiler                              | Zweibrücken                | Kreisfreie Stadt       | -                                                     |
| Ahrweiler                               | Bad Neuenahr-Ahrweiler     | Verbandsfreie Gemeinde | -                                                     |
| Bad Neuenahr                            | Bad Neuenahr-Ahrweiler     | Verbandsfreie Gemeinde | -                                                     |
| Bachem                                  | Bad Neuenahr-Ahrweiler     | Verbandsfreie Gemeinde | -                                                     |
| Gimmigen                                | Bad Neuenahr-Ahrweiler     | Verbandsfreie Gemeinde | -                                                     |
| Heimersheim                             | Bad Neuenahr-Ahrweiler     | Verbandsfreie Gemeinde | -                                                     |
| Heppingen                               | Bad Neuenahr-Ahrweiler     | Verbandsfreie Gemeinde | -                                                     |
| Kirchdaun                               | Bad Neuenahr-Ahrweiler     | Verbandsfreie Gemeinde | -                                                     |
| Lohrsdorf                               | Bad Neuenahr-Ahrweiler     | Verbandsfreie Gemeinde | -                                                     |
| Ramersbach                              | Bad Neuenahr-Ahrweiler     | Verbandsfreie Gemeinde | -                                                     |
| Walporzheim                             | Bad Neuenahr-Ahrweiler     | Verbandsfreie Gemeinde | -                                                     |
| Kripp                                   | Remagen                    | Verbandsfreie Gemeinde | -                                                     |
| Remagen                                 | Remagen                    | Verbandsfreie Gemeinde | -                                                     |
| Oberwinter                              | Remagen                    | Verbandsfreie Gemeinde | -                                                     |
| Oedingen                                | Remagen                    | Verbandsfreie Gemeinde | -                                                     |
| Rolandswerth                            | Remagen                    | Verbandsfreie Gemeinde | -                                                     |
| Unkelbach                               | Remagen                    | Verbandsfreie Gemeinde | -                                                     |
| Bad Bodendorf                           | Sinzig                     | Verbandsfreie Gemeinde | -                                                     |
| Franken                                 | Sinzig                     | Verbandsfreie Gemeinde | -                                                     |
| Koisdorf                                | Sinzig                     | Verbandsfreie Gemeinde | -                                                     |
| Löhndorf                                | Sinzig                     | Verbandsfreie Gemeinde | -                                                     |
| Sinzig                                  | Sinzig                     | Verbandsfreie Gemeinde | -                                                     |
| Westum                                  | Sinzig                     | Verbandsfreie Gemeinde | -                                                     |
| Bengen                                  | Grafschaft                 | Verbandsfreie Gemeinde | -                                                     |
| Holzweiler                              | Grafschaft                 | Verbandsfreie Gemeinde | -                                                     |
| Ringen                                  | Grafschaft                 | Verbandsfreie Gemeinde | -                                                     |
| Vettelhoven                             | Grafschaft                 | Verbandsfreie Gemeinde | -                                                     |
| Birresdorf                              | Grafschaft                 | Verbandsfreie Gemeinde | -                                                     |
| Eckendorf                               | Grafschaft                 | Verbandsfreie Gemeinde | -                                                     |
| Gelsdorf                                | Grafschaft                 | Verbandsfreie Gemeinde | -                                                     |
| Karweiler                               | Grafschaft                 | Verbandsfreie Gemeinde | -                                                     |
| Lantershofen                            | Grafschaft                 | Verbandsfreie Gemeinde | -                                                     |
| Leimersdorf                             | Grafschaft                 | Verbandsfreie Gemeinde | -                                                     |
| Nierendorf                              | Grafschaft                 | Verbandsfreie Gemeinde | -                                                     |
| Planig                                  | Bad Kreuznach              | Verbandsfreie Gemeinde | -                                                     |
| Bosenheim                               | Bad Kreuznach              | Verbandsfreie Gemeinde | -                                                     |
| Ippesheim                               | Bad Kreuznach              | Verbandsfreie Gemeinde | -                                                     |
| Winzenheim                              | Bad Kreuznach              | Verbandsfreie Gemeinde | -                                                     |
| Bad Münster am Stein-Ebernburg          | Bad Kreuznach              | Verbandsfreie Gemeinde | -                                                     |
| Kallenfels                              | Kirn                       | Verbandsfreie Gemeinde | -                                                     |
| Kirn-Sulzbach                           | Kirn                       | Verbandsfreie Gemeinde | -                                                     |
| Eich                                    | Andernach                  | Verbandsfreie Gemeinde | -                                                     |
| Kell                                    | Andernach                  | Verbandsfreie Gemeinde | -                                                     |
| Miesenheim                              | Andernach                  | Verbandsfreie Gemeinde | -                                                     |
| Namedy                                  | Andernach                  | Verbandsfreie Gemeinde | -                                                     |
| Alzheim                                 | Mayen                      | Verbandsfreie Gemeinde | -                                                     |
| Hausen                                  | Mayen                      | Verbandsfreie Gemeinde | -                                                     |
| Kürrenberg                              | Mayen                      | Verbandsfreie Gemeinde | -                                                     |
| Nitztal                                 | Mayen                      | Verbandsfreie Gemeinde | -                                                     |
| Altwied                                 | Neuwied                    | Verbandsfreie Gemeinde | -                                                     |
| Block                                   | Neuwied                    | Verbandsfreie Gemeinde | -                                                     |
| Engers                                  | Neuwied                    | Verbandsfreie Gemeinde | -                                                     |
| Feldkirchen                             | Neuwied                    | Verbandsfreie Gemeinde | -                                                     |
| Gladbach                                | Neuwied                    | Verbandsfreie Gemeinde | -                                                     |
| Heddesdorf                              | Neuwied                    | Verbandsfreie Gemeinde | -                                                     |
| Heimbach-Weis                           | Neuwied                    | Verbandsfreie Gemeinde | -                                                     |
| Innenstadt                              | Neuwied                    | Verbandsfreie Gemeinde | -                                                     |
| Irlich                                  | Neuwied                    | Verbandsfreie Gemeinde | -                                                     |
| Niederbieber                            | Neuwied                    | Verbandsfreie Gemeinde | -                                                     |
| Oberbieber                              | Neuwied                    | Verbandsfreie Gemeinde | -                                                     |
| Rodenbach                               | Neuwied                    | Verbandsfreie Gemeinde | -                                                     |
| Segendorf                               | Neuwied                    | Verbandsfreie Gemeinde | -                                                     |
| Torney                                  | Neuwied                    | Verbandsfreie Gemeinde | -                                                     |
| Bad Salzig                              | Boppard                    | Verbandsfreie Gemeinde | -                                                     |
| Boppard                                 | Boppard                    | Verbandsfreie Gemeinde | -                                                     |
| Buchholz                                | Boppard                    | Verbandsfreie Gemeinde | -                                                     |
| Herschwiesen                            | Boppard                    | Verbandsfreie Gemeinde | -                                                     |
| Hirzenach                               | Boppard                    | Verbandsfreie Gemeinde | -                                                     |
| Holzfeld                                | Boppard                    | Verbandsfreie Gemeinde | -                                                     |
| Oppenhausen                             | Boppard                    | Verbandsfreie Gemeinde | -                                                     |
| Rheinbay                                | Boppard                    | Verbandsfreie Gemeinde | -                                                     |
| Udenhausen                              | Boppard                    | Verbandsfreie Gemeinde | -                                                     |
| Weiler                                  | Boppard                    | Verbandsfreie Gemeinde | -                                                     |
| Bombogen                                | Wittlich                   | Verbandsfreie Gemeinde | -                                                     |
| Dorf                                    | Wittlich                   | Verbandsfreie Gemeinde | -                                                     |
| Lüxem                                   | Wittlich                   | Verbandsfreie Gemeinde | -                                                     |
| Neuerburg                               | Wittlich                   | Verbandsfreie Gemeinde | -                                                     |
| Wengerohr                               | Wittlich                   | Verbandsfreie Gemeinde | -                                                     |
| Bischofsdhron                           | Morbach                    | Verbandsfreie Gemeinde | -                                                     |
| Elzerath                                | Morbach                    | Verbandsfreie Gemeinde | -                                                     |
| Gonzerath                               | Morbach                    | Verbandsfreie Gemeinde | -                                                     |
| Gutenthal                               | Morbach                    | Verbandsfreie Gemeinde | -                                                     |
| Haag                                    | Morbach                    | Verbandsfreie Gemeinde | -                                                     |
| Heinzerath                              | Morbach                    | Verbandsfreie Gemeinde | -                                                     |
| Hinzerath                               | Morbach                    | Verbandsfreie Gemeinde | -                                                     |
| Hoxel                                   | Morbach                    | Verbandsfreie Gemeinde | -                                                     |
| Hundheim                                | Morbach                    | Verbandsfreie Gemeinde | -                                                     |
| Hunolstein                              | Morbach                    | Verbandsfreie Gemeinde | -                                                     |
| Merscheid                               | Morbach                    | Verbandsfreie Gemeinde | -                                                     |
| Morbach                                 | Morbach                    | Verbandsfreie Gemeinde | -                                                     |
| Morscheid-Riedenburg                    | Morbach                    | Verbandsfreie Gemeinde | -                                                     |
| Odert                                   | Morbach                    | Verbandsfreie Gemeinde | -                                                     |
| Rapperath                               | Morbach                    | Verbandsfreie Gemeinde | -                                                     |
| Wederath                                | Morbach                    | Verbandsfreie Gemeinde | -                                                     |
| Weiperath                               | Morbach                    | Verbandsfreie Gemeinde | -                                                     |
| Wenigerath                              | Morbach                    | Verbandsfreie Gemeinde | -                                                     |
| Wolzburg                                | Morbach                    | Verbandsfreie Gemeinde | -                                                     |
| Erdorf                                  | Bitburg                    | Verbandsfreie Gemeinde | -                                                     |
| Irsch                                   | Bitburg                    | Verbandsfreie Gemeinde | -                                                     |
| Masholder                               | Bitburg                    | Verbandsfreie Gemeinde | -                                                     |
| Matzen                                  | Bitburg                    | Verbandsfreie Gemeinde | -                                                     |
| Mötsch                                  | Bitburg                    | Verbandsfreie Gemeinde | -                                                     |
| Stahl                                   | Bitburg                    | Verbandsfreie Gemeinde | -                                                     |
| Dautenheim                              | Alzey                      | Verbandsfreie Gemeinde | -                                                     |
| Schafhausen                             | Alzey                      | Verbandsfreie Gemeinde | -                                                     |
| Heimersheim                             | Alzey                      | Verbandsfreie Gemeinde | -                                                     |
| Weinheim                                | Alzey                      | Verbandsfreie Gemeinde | -                                                     |
| Seebach                                 | Bad Dürkheim               | Verbandsfreie Gemeinde | -                                                     |
| Grethen                                 | Bad Dürkheim               | Verbandsfreie Gemeinde | -                                                     |
| Hardenburg                              | Bad Dürkheim               | Verbandsfreie Gemeinde | -                                                     |
| Leistadt                                | Bad Dürkheim               | Verbandsfreie Gemeinde | -                                                     |
| Ungstein                                | Bad Dürkheim               | Verbandsfreie Gemeinde | -                                                     |
| Asselheim                               | Grünstadt                  | Verbandsfreie Gemeinde | -                                                     |
| Sausenheim                              | Grünstadt                  | Verbandsfreie Gemeinde | -                                                     |
| Sondernheim                             | Germersheim                | Verbandsfreie Gemeinde | -                                                     |
| Wörth                                   | Wörth am Rhein             | Verbandsfreie Gemeinde | -                                                     |
| Maximiliansau                           | Wörth am Rhein             | Verbandsfreie Gemeinde | -                                                     |
| Schaidt                                 | Wörth am Rhein             | Verbandsfreie Gemeinde | -                                                     |
| Büchelberg                              | Wörth am Rhein             | Verbandsfreie Gemeinde | -                                                     |
| Großwinternheim                         | Ingelheim am Rhein         | Verbandsfreie Gemeinde | -                                                     |
| Heidesheim                              | Ingelheim am Rhein         | Verbandsfreie Gemeinde | -                                                     |
| Wackernheim                             | Ingelheim am Rhein         | Verbandsfreie Gemeinde | -                                                     |
| Lückenbach                              | Dümpelfeld                 | Ortsgemeinde           | Verbandsgemeinde Adenau                               |
| Niederadenau                            | Dümpelfeld                 | Ortsgemeinde           | Verbandsgemeinde Adenau                               |
| Kreuzberg                               | Altenahr                   | Ortsgemeinde           | Verbandsgemeinde Altenahr                             |
| Engeln                                  | Kempenich                  | Ortsgemeinde           | Verbandsgemeinde Brohltal                             |
| Hilkhausen                              | Weyerbusch                 | Ortsgemeinde           | Verbandsgemeinde Altenkirchen-Flammersfeld            |
| Obernau                                 | Neitersen                  | Ortsgemeinde           | Verbandsgemeinde Altenkirchen-Flammersfeld            |
| Dauersberg                              | Betzdorf                   | Ortsgemeinde           | Verbandsgemeinde Betzdorf-Gebhardshain                |
| Dermbach                                | Herdorf                    | Ortsgemeinde           | Verbandsgemeinde Daaden-Herdorf                       |
| Sassenroth                              | Herdorf                    | Ortsgemeinde           | Verbandsgemeinde Daaden-Herdorf                       |
| Freusburg                               | Kirchen (Sieg)             | Ortsgemeinde           | Verbandsgemeinde Kirchen (Sieg)                       |
| Herkersdorf                             | Kirchen (Sieg)             | Ortsgemeinde           | Verbandsgemeinde Kirchen (Sieg)                       |
| Katzenbach                              | Kirchen (Sieg)             | Ortsgemeinde           | Verbandsgemeinde Kirchen (Sieg)                       |
| Offhausen                               | Kirchen (Sieg)             | Ortsgemeinde           | Verbandsgemeinde Kirchen (Sieg)                       |
| Wehbach                                 | Kirchen (Sieg)             | Ortsgemeinde           | Verbandsgemeinde Kirchen (Sieg)                       |
| Wingendorf                              | Kirchen (Sieg)             | Ortsgemeinde           | Verbandsgemeinde Kirchen (Sieg)                       |
| Meiserich                               | Ulmen                      | Ortsgemeinde           | Verbandsgemeinde Ulmen                                |
| Kennfus                                 | Bad Bertrich               | Ortsgemeinde           | Verbandsgemeinde Ulmen                                |
| Keldung                                 | Münstermaifeld             | Ortsgemeinde           | Verbandsgemeinde Maifeld                              |
| Küttig                                  | Münstermaifeld             | Ortsgemeinde           | Verbandsgemeinde Maifeld                              |
| Lasserg                                 | Münstermaifeld             | Ortsgemeinde           | Verbandsgemeinde Maifeld                              |
| Metternich                              | Münstermaifeld             | Ortsgemeinde           | Verbandsgemeinde Maifeld                              |
| Mörz                                    | Münstermaifeld             | Ortsgemeinde           | Verbandsgemeinde Maifeld                              |
| Ruitsch                                 | Polch                      | Ortsgemeinde           | Verbandsgemeinde Maifeld                              |
| Moselsürsch                             | Lehmen                     | Ortsgemeinde           | Verbandsgemeinde Rhein-Mosel                          |
| Brückrachdorf                           | Dierdorf                   | Ortsgemeinde           | Verbandsgemeinde Dierdorf                             |
| Elgert                                  | Dierdorf                   | Ortsgemeinde           | Verbandsgemeinde Dierdorf                             |
| Giershofen                              | Dierdorf                   | Ortsgemeinde           | Verbandsgemeinde Dierdorf                             |
| Wienau                                  | Dierdorf                   | Ortsgemeinde           | Verbandsgemeinde Dierdorf                             |
| Kausen                                  | Großmaischeid              | Ortsgemeinde           | Verbandsgemeinde Dierdorf                             |
| Bell                                    | Bell (Hunsrück)            | Ortsgemeinde           | Verbandsgemeinde Kastellaun                           |
| Hundheim                                | Bell (Hunsrück)            | Ortsgemeinde           | Verbandsgemeinde Kastellaun                           |
| Krastel                                 | Bell (Hunsrück)            | Ortsgemeinde           | Verbandsgemeinde Kastellaun                           |
| Leideneck                               | Bell (Hunsrück)            | Ortsgemeinde           | Verbandsgemeinde Kastellaun                           |
| Völkenroth                              | Bell (Hunsrück)            | Ortsgemeinde           | Verbandsgemeinde Kastellaun                           |
| Wohnroth                                | Bell (Hunsrück)            | Ortsgemeinde           | Verbandsgemeinde Kastellaun                           |
| Beltheim                                | Beltheim                   | Ortsgemeinde           | Verbandsgemeinde Kastellaun                           |
| Frankweiler                             | Beltheim                   | Ortsgemeinde           | Verbandsgemeinde Kastellaun                           |
| Heyweiler                               | Beltheim                   | Ortsgemeinde           | Verbandsgemeinde Kastellaun                           |
| Mannebach                               | Beltheim                   | Ortsgemeinde           | Verbandsgemeinde Kastellaun                           |
| Schnellbach                             | Beltheim                   | Ortsgemeinde           | Verbandsgemeinde Kastellaun                           |
| Sevenich                                | Beltheim                   | Ortsgemeinde           | Verbandsgemeinde Kastellaun                           |
| Braunshorn (Ortsbezirk)                 | Braunshorn                 | Ortsgemeinde           | Verbandsgemeinde Kastellaun                           |
| Dudenroth                               | Braunshorn                 | Ortsgemeinde           | Verbandsgemeinde Kastellaun                           |
| Ebschied                                | Braunshorn                 | Ortsgemeinde           | Verbandsgemeinde Kastellaun                           |
| Buch (Ortsbezirk)                       | Buch                       | Ortsgemeinde           | Verbandsgemeinde Kastellaun                           |
| Mörz                                    | Buch                       | Ortsgemeinde           | Verbandsgemeinde Kastellaun                           |
| Dommershausen                           | Dommershausen              | Ortsgemeinde           | Verbandsgemeinde Kastellaun                           |
| Dorweiler                               | Dommershausen              | Ortsgemeinde           | Verbandsgemeinde Kastellaun                           |
| Eveshausen                              | Dommershausen              | Ortsgemeinde           | Verbandsgemeinde Kastellaun                           |
| Sabershausen                            | Dommershausen              | Ortsgemeinde           | Verbandsgemeinde Kastellaun                           |
| Kleinweidelbach                         | Rheinböllen                | Ortsgemeinde           | Verbandsgemeinde Simmern-Rheinböllen                  |
| Engehöll                                | Oberwesel                  | Ortsgemeinde           | Verbandsgemeinde Hunsrück-Mittelrhein                 |
| Dellhofen                               | Oberwesel                  | Ortsgemeinde           | Verbandsgemeinde Hunsrück-Mittelrhein                 |
| Langscheid                              | Oberwesel                  | Ortsgemeinde           | Verbandsgemeinde Hunsrück-Mittelrhein                 |
| Sankt Goar                              | Sankt Goar                 | Ortsgemeinde           | Verbandsgemeinde Hunsrück-Mittelrhein                 |
| Biebernheim                             | Sankt Goar                 | Ortsgemeinde           | Verbandsgemeinde Hunsrück-Mittelrhein                 |
| Werlau                                  | Sankt Goar                 | Ortsgemeinde           | Verbandsgemeinde Hunsrück-Mittelrhein                 |
| Hinterwald                              | Braubach                   | Ortsgemeinde           | Verbandsgemeinde Loreley                              |
| Altstadt                                | Hachenburg                 | Ortsgemeinde           | Verbandsgemeinde Hachenburg                           |
| Bladernheim                             | Montabaur                  | Ortsgemeinde           | Verbandsgemeinde Montabaur                            |
| Elgendorf                               | Montabaur                  | Ortsgemeinde           | Verbandsgemeinde Montabaur                            |
| Eschelbach                              | Montabaur                  | Ortsgemeinde           | Verbandsgemeinde Montabaur                            |
| Ettersdorf                              | Montabaur                  | Ortsgemeinde           | Verbandsgemeinde Montabaur                            |
| Horressen                               | Montabaur                  | Ortsgemeinde           | Verbandsgemeinde Montabaur                            |
| Reckenthal                              | Montabaur                  | Ortsgemeinde           | Verbandsgemeinde Montabaur                            |
| Wirzenborn                              | Montabaur                  | Ortsgemeinde           | Verbandsgemeinde Montabaur                            |
| Andel                                   | Bernkastel-Kues            | Ortsgemeinde           | Verbandsgemeinde Bernkastel-Kues                      |
| Wehlen                                  | Bernkastel-Kues            | Ortsgemeinde           | Verbandsgemeinde Bernkastel-Kues                      |
| Hirzlei                                 | Brauneberg                 | Ortsgemeinde           | Verbandsgemeinde Bernkastel-Kues                      |
| Emmeroth                                | Kleinich                   | Ortsgemeinde           | Verbandsgemeinde Bernkastel-Kues                      |
| Fronhofen                               | Kleinich                   | Ortsgemeinde           | Verbandsgemeinde Bernkastel-Kues                      |
| Götzeroth-Ilsbach                       | Kleinich                   | Ortsgemeinde           | Verbandsgemeinde Bernkastel-Kues                      |
| Kleinich (Ortsbezirk)                   | Kleinich                   | Ortsgemeinde           | Verbandsgemeinde Bernkastel-Kues                      |
| Oberkleinich                            | Kleinich                   | Ortsgemeinde           | Verbandsgemeinde Bernkastel-Kues                      |
| Pilmeroth                               | Kleinich                   | Ortsgemeinde           | Verbandsgemeinde Bernkastel-Kues                      |
| Thalkleinich                            | Kleinich                   | Ortsgemeinde           | Verbandsgemeinde Bernkastel-Kues                      |
| Rachtig                                 | Zeltingen-Rachtig          | Ortsgemeinde           | Verbandsgemeinde Bernkastel-Kues                      |
| Zeltingen                               | Zeltingen-Rachtig          | Ortsgemeinde           | Verbandsgemeinde Bernkastel-Kues                      |
| Thiergarten                             | Malborn                    | Ortsgemeinde           | Verbandsgemeinde Thalfang am Erbeskopf                |
| Bäsch                                   | Thalfang                   | Ortsgemeinde           | Verbandsgemeinde Thalfang am Erbeskopf                |
| Burg-Salm                               | Landscheid                 | Ortsgemeinde           | Verbandsgemeinde Wittlich-Land                        |
| Landscheid                              | Landscheid                 | Ortsgemeinde           | Verbandsgemeinde Wittlich-Land                        |
| Niederkail                              | Landscheid                 | Ortsgemeinde           | Verbandsgemeinde Wittlich-Land                        |
| Hetzhof                                 | Kinderbeuern               | Ortsgemeinde           | Verbandsgemeinde Traben-Trarbach                      |
| Kövenig                                 | Kröv                       | Ortsgemeinde           | Verbandsgemeinde Traben-Trarbach                      |
| Kautenbach                              | Traben-Trarbach            | Ortsgemeinde           | Verbandsgemeinde Traben-Trarbach                      |
| Wolf                                    | Traben-Trarbach            | Ortsgemeinde           | Verbandsgemeinde Traben-Trarbach                      |
| Olkenbach                               | Bausendorf                 | Ortsgemeinde           | Verbandsgemeinde Traben-Trarbach                      |
| Bonsbeuern                              | Hontheim                   | Ortsgemeinde           | Verbandsgemeinde Traben-Trarbach                      |
| Krinkhof                                | Hontheim                   | Ortsgemeinde           | Verbandsgemeinde Traben-Trarbach                      |
| Wispelt                                 | Hontheim                   | Ortsgemeinde           | Verbandsgemeinde Traben-Trarbach                      |
| Boverath                                | Daun                       | Ortsgemeinde           | Verbandsgemeinde Daun                                 |
| Gemünden                                | Daun                       | Ortsgemeinde           | Verbandsgemeinde Daun                                 |
| Neunkirchen                             | Daun                       | Ortsgemeinde           | Verbandsgemeinde Daun                                 |
| Pützborn                                | Daun                       | Ortsgemeinde           | Verbandsgemeinde Daun                                 |
| Rengen                                  | Daun                       | Ortsgemeinde           | Verbandsgemeinde Daun                                 |
| Steinborn                               | Daun                       | Ortsgemeinde           | Verbandsgemeinde Daun                                 |
| Waldkönigen                             | Daun                       | Ortsgemeinde           | Verbandsgemeinde Daun                                 |
| Weiersbach                              | Daun                       | Ortsgemeinde           | Verbandsgemeinde Daun                                 |
| Tettscheid                              | Üdersdorf                  | Ortsgemeinde           | Verbandsgemeinde Daun                                 |
| Trittscheid                             | Üdersdorf                  | Ortsgemeinde           | Verbandsgemeinde Daun                                 |
| Bewingen                                | Gerolstein                 | Ortsgemeinde           | Verbandsgemeinde Gerolstein                           |
| Büscheich                               | Gerolstein                 | Ortsgemeinde           | Verbandsgemeinde Gerolstein                           |
| Gees                                    | Gerolstein                 | Ortsgemeinde           | Verbandsgemeinde Gerolstein                           |
| Hinterhausen                            | Gerolstein                 | Ortsgemeinde           | Verbandsgemeinde Gerolstein                           |
| Lissingen                               | Gerolstein                 | Ortsgemeinde           | Verbandsgemeinde Gerolstein                           |
| Michelbach                              | Gerolstein                 | Ortsgemeinde           | Verbandsgemeinde Gerolstein                           |
| Müllenborn                              | Gerolstein                 | Ortsgemeinde           | Verbandsgemeinde Gerolstein                           |
| Oos                                     | Gerolstein                 | Ortsgemeinde           | Verbandsgemeinde Gerolstein                           |
| Roth                                    | Gerolstein                 | Ortsgemeinde           | Verbandsgemeinde Gerolstein                           |
| Bolsdorf                                | Hillesheim (Eifel)         | Ortsgemeinde           | Verbandsgemeinde Gerolstein                           |
| Niederbettingen                         | Hillesheim (Eifel)         | Ortsgemeinde           | Verbandsgemeinde Gerolstein                           |
| Loogh                                   | Kerpen (Eifel)             | Ortsgemeinde           | Verbandsgemeinde Gerolstein                           |
| Schönfeld                               | Stadtkyll                  | Ortsgemeinde           | Verbandsgemeinde Gerolstein                           |
| Auel                                    | Steffeln                   | Ortsgemeinde           | Verbandsgemeinde Gerolstein                           |
| Zilsdorf                                | Walsdorf (Eifel)           | Ortsgemeinde           | Verbandsgemeinde Gerolstein                           |
| Mirbach                                 | Wiesbaum                   | Ortsgemeinde           | Verbandsgemeinde Gerolstein                           |
| Heyroth                                 | Üxheim                     | Ortsgemeinde           | Verbandsgemeinde Gerolstein                           |
| Leudersdorf                             | Üxheim                     | Ortsgemeinde           | Verbandsgemeinde Gerolstein                           |
| Niederehe                               | Üxheim                     | Ortsgemeinde           | Verbandsgemeinde Gerolstein                           |
| Ahütte                                  | Üxheim                     | Ortsgemeinde           | Verbandsgemeinde Gerolstein                           |
| Hünerbach                               | Kelberg                    | Ortsgemeinde           | Verbandsgemeinde Kelberg                              |
| Köttelbach                              | Kelberg                    | Ortsgemeinde           | Verbandsgemeinde Kelberg                              |
| Rothenbach-Meisenthal                   | Kelberg                    | Ortsgemeinde           | Verbandsgemeinde Kelberg                              |
| Zermüllen                               | Kelberg                    | Ortsgemeinde           | Verbandsgemeinde Kelberg                              |
| Hermesdorf                              | Wißmannsdorf               | Ortsgemeinde           | Verbandsgemeinde Bitburger Land                       |
| Koosbüsch                               | Wißmannsdorf               | Ortsgemeinde           | Verbandsgemeinde Bitburger Land                       |
| Wißmannsdorf (Ortsbezirk)               | Wißmannsdorf               | Ortsgemeinde           | Verbandsgemeinde Bitburger Land                       |
| Filzen-Hamm                             | Konz                       | Ortsgemeinde           | Verbandsgemeinde Konz                                 |
| Könen                                   | Konz                       | Ortsgemeinde           | Verbandsgemeinde Konz                                 |
| Kommlingen                              | Konz                       | Ortsgemeinde           | Verbandsgemeinde Konz                                 |
| Niedermennig/Obermennig/Krettnach       | Konz                       | Ortsgemeinde           | Verbandsgemeinde Konz                                 |
| Oberemmel                               | Konz                       | Ortsgemeinde           | Verbandsgemeinde Konz                                 |
| Köllig                                  | Nittel                     | Ortsgemeinde           | Verbandsgemeinde Konz                                 |
| Rehlingen                               | Nittel                     | Ortsgemeinde           | Verbandsgemeinde Konz                                 |
| Fellerich                               | Tawern                     | Ortsgemeinde           | Verbandsgemeinde Konz                                 |
| Kirf-Beuren                             | Kirf                       | Ortsgemeinde           | Verbandsgemeinde Saarburg-Kell                        |
| Kirf-Meurich                            | Kirf                       | Ortsgemeinde           | Verbandsgemeinde Saarburg-Kell                        |
| Palzem-Helfant                          | Palzem                     | Ortsgemeinde           | Verbandsgemeinde Saarburg-Kell                        |
| Palzem-Kreuzweiler                      | Palzem                     | Ortsgemeinde           | Verbandsgemeinde Saarburg-Kell                        |
| Palzem-Wehr                             | Palzem                     | Ortsgemeinde           | Verbandsgemeinde Saarburg-Kell                        |
| Palzem-Dilmar                           | Palzem                     | Ortsgemeinde           | Verbandsgemeinde Saarburg-Kell                        |
| Palzem (Ortsbezirk)                     | Palzem                     | Ortsgemeinde           | Verbandsgemeinde Saarburg-Kell                        |
| Palzem-Esingen                          | Palzem                     | Ortsgemeinde           | Verbandsgemeinde Saarburg-Kell                        |
| Saarburg-Krutweiler                     | Saarburg                   | Ortsgemeinde           | Verbandsgemeinde Saarburg-Kell                        |
| Saarburg-Kahren                         | Saarburg                   | Ortsgemeinde           | Verbandsgemeinde Saarburg-Kell                        |
| Hamm                                    | Taben-Rodt                 | Ortsgemeinde           | Verbandsgemeinde Saarburg-Kell                        |
| Wincheringen-Bilzingen                  | Wincheringen               | Ortsgemeinde           | Verbandsgemeinde Saarburg-Kell                        |
| Wincheringen-Söst                       | Wincheringen               | Ortsgemeinde           | Verbandsgemeinde Saarburg-Kell                        |
| Merzkirchen (Ortsbezirk)                | Merzkirchen                | Ortsgemeinde           | Verbandsgemeinde Saarburg-Kell                        |
| Merzkirchen-Kelsen                      | Merzkirchen                | Ortsgemeinde           | Verbandsgemeinde Saarburg-Kell                        |
| Merzkirchen-Körrig                      | Merzkirchen                | Ortsgemeinde           | Verbandsgemeinde Saarburg-Kell                        |
| Merzkirchen-Portz                       | Merzkirchen                | Ortsgemeinde           | Verbandsgemeinde Saarburg-Kell                        |
| Merzkirchen-Rommelfangen                | Merzkirchen                | Ortsgemeinde           | Verbandsgemeinde Saarburg-Kell                        |
| Merzkirchen-Südlingen                   | Merzkirchen                | Ortsgemeinde           | Verbandsgemeinde Saarburg-Kell                        |
| Merzkirchen-Dittlingen                  | Merzkirchen                | Ortsgemeinde           | Verbandsgemeinde Saarburg-Kell                        |
| Fastrau                                 | Fell                       | Ortsgemeinde           | Verbandsgemeinde Schweich an der Römischen Weinstraße |
| Issel                                   | Schweich                   | Ortsgemeinde           | Verbandsgemeinde Schweich an der Römischen Weinstraße |
| Liersberg                               | Igel                       | Ortsgemeinde           | Verbandsgemeinde Trier-Land                           |
| Langsur                                 | Langsur                    | Ortsgemeinde           | Verbandsgemeinde Trier-Land                           |
| Mesenich                                | Langsur                    | Ortsgemeinde           | Verbandsgemeinde Trier-Land                           |
| Metzdorf                                | Langsur                    | Ortsgemeinde           | Verbandsgemeinde Trier-Land                           |
| Grewenich                               | Langsur                    | Ortsgemeinde           | Verbandsgemeinde Trier-Land                           |
| Newel                                   | Newel                      | Ortsgemeinde           | Verbandsgemeinde Trier-Land                           |
| Butzweiler                              | Newel                      | Ortsgemeinde           | Verbandsgemeinde Trier-Land                           |
| Beßlich                                 | Newel                      | Ortsgemeinde           | Verbandsgemeinde Trier-Land                           |
| Lorich                                  | Newel                      | Ortsgemeinde           | Verbandsgemeinde Trier-Land                           |
| Ralingen                                | Ralingen                   | Ortsgemeinde           | Verbandsgemeinde Trier-Land                           |
| Wintersdorf                             | Ralingen                   | Ortsgemeinde           | Verbandsgemeinde Trier-Land                           |
| Edingen                                 | Ralingen                   | Ortsgemeinde           | Verbandsgemeinde Trier-Land                           |
| Godendorf                               | Ralingen                   | Ortsgemeinde           | Verbandsgemeinde Trier-Land                           |
| Olk                                     | Ralingen                   | Ortsgemeinde           | Verbandsgemeinde Trier-Land                           |
| Kersch                                  | Ralingen                   | Ortsgemeinde           | Verbandsgemeinde Trier-Land                           |
| Trierweiler                             | Trierweiler                | Ortsgemeinde           | Verbandsgemeinde Trier-Land                           |
| Sirzenich                               | Trierweiler                | Ortsgemeinde           | Verbandsgemeinde Trier-Land                           |
| Udelfangen                              | Trierweiler                | Ortsgemeinde           | Verbandsgemeinde Trier-Land                           |
| Fusenich                                | Trierweiler                | Ortsgemeinde           | Verbandsgemeinde Trier-Land                           |
| Hofweiler                               | Welschbillig               | Ortsgemeinde           | Verbandsgemeinde Trier-Land                           |
| Ittel                                   | Welschbillig               | Ortsgemeinde           | Verbandsgemeinde Trier-Land                           |
| Möhn                                    | Welschbillig               | Ortsgemeinde           | Verbandsgemeinde Trier-Land                           |
| Träg                                    | Welschbillig               | Ortsgemeinde           | Verbandsgemeinde Trier-Land                           |
| Zemmer                                  | Zemmer                     | Ortsgemeinde           | Verbandsgemeinde Trier-Land                           |
| Rodt                                    | Zemmer                     | Ortsgemeinde           | Verbandsgemeinde Trier-Land                           |
| Schleidweiler                           | Zemmer                     | Ortsgemeinde           | Verbandsgemeinde Trier-Land                           |
| Daufenbach                              | Zemmer                     | Ortsgemeinde           | Verbandsgemeinde Trier-Land                           |
| Hochstädten                             | Hochstetten-Dhaun          | Ortsgemeinde           | Verbandsgemeinde Kirner Land                          |
| Schloss Dhaun                           | Hochstetten-Dhaun          | Ortsgemeinde           | Verbandsgemeinde Kirner Land                          |
| Rommersheim                             | Wörrstadt                  | Ortsgemeinde           | Verbandsgemeinde Wörrstadt                            |
| Rodenbach                               | Ebertsheim                 | Ortsgemeinde           | Verbandsgemeinde Leiningerland                        |
| Stauf                                   | Eisenberg (Pfalz)          | Ortsgemeinde           | Verbandsgemeinde Eisenberg (Pfalz)                    |
| Steinborn                               | Eisenberg (Pfalz)          | Ortsgemeinde           | Verbandsgemeinde Eisenberg (Pfalz)                    |
| Rosenthal                               | Kerzenheim                 | Ortsgemeinde           | Verbandsgemeinde Eisenberg (Pfalz)                    |
| Harxheim                                | Zellertal                  | Ortsgemeinde           | Verbandsgemeinde Göllheim                             |
| Niefernheim                             | Zellertal                  | Ortsgemeinde           | Verbandsgemeinde Göllheim                             |
| Zell                                    | Zellertal                  | Ortsgemeinde           | Verbandsgemeinde Göllheim                             |
| Dörnbach                                | Rockenhausen               | Ortsgemeinde           | Verbandsgemeinde Nordpfälzer Land                     |
| Marienthal                              | Rockenhausen               | Ortsgemeinde           | Verbandsgemeinde Nordpfälzer Land                     |
| Hochstein                               | Winnweiler                 | Ortsgemeinde           | Verbandsgemeinde Winnweiler                           |
| Alsenbrück-Langmeil                     | Winnweiler                 | Ortsgemeinde           | Verbandsgemeinde Winnweiler                           |
| Potzbach                                | Winnweiler                 | Ortsgemeinde           | Verbandsgemeinde Winnweiler                           |
| Heimkirchen                             | Niederkirchen              | Ortsgemeinde           | Verbandsgemeinde Otterbach-Otterberg                  |
| Morbach                                 | Niederkirchen              | Ortsgemeinde           | Verbandsgemeinde Otterbach-Otterberg                  |
| Niederkirchen                           | Niederkirchen              | Ortsgemeinde           | Verbandsgemeinde Otterbach-Otterberg                  |
| Wörsbach                                | Niederkirchen              | Ortsgemeinde           | Verbandsgemeinde Otterbach-Otterberg                  |
| Sambach                                 | Otterbach                  | Ortsgemeinde           | Verbandsgemeinde Otterbach-Otterberg                  |
| Fockenberg-Limbach                      | Reichenbach-Steegen        | Ortsgemeinde           | Verbandsgemeinde Weilerbach                           |
| Mühlbach                                | Altenglan                  | Ortsgemeinde           | Verbandsgemeinde Kusel-Altenglan                      |
| Patersbach                              | Altenglan                  | Ortsgemeinde           | Verbandsgemeinde Kusel-Altenglan                      |
| Bledesbach                              | Kusel                      | Ortsgemeinde           | Verbandsgemeinde Kusel-Altenglan                      |
| Diedelkopf                              | Kusel                      | Ortsgemeinde           | Verbandsgemeinde Kusel-Altenglan                      |
| Friedelhausen                           | Bosenbach                  | Ortsgemeinde           | Verbandsgemeinde Kusel-Altenglan                      |
| Bindersbach                             | Annweiler am Trifels       | Ortsgemeinde           | Verbandsgemeinde Annweiler am Trifels                 |
| Gräfenhausen                            | Annweiler am Trifels       | Ortsgemeinde           | Verbandsgemeinde Annweiler am Trifels                 |
| Queichhambach                           | Annweiler am Trifels       | Ortsgemeinde           | Verbandsgemeinde Annweiler am Trifels                 |
| Sarnstall                               | Annweiler am Trifels       | Ortsgemeinde           | Verbandsgemeinde Annweiler am Trifels                 |
| Blankenborn                             | Bad Bergzabern             | Ortsgemeinde           | Verbandsgemeinde Bad Bergzabern                       |
| Hayna                                   | Herxheim bei Landau/Pfalz  | Ortsgemeinde           | Verbandsgemeinde Herxheim                             |
| Henschhausen                            | Bacharach                  | Ortsgemeinde           | Verbandsgemeinde Rhein-Nahe                           |
| Medenscheid                             | Bacharach                  | Ortsgemeinde           | Verbandsgemeinde Rhein-Nahe                           |
| Neurath                                 | Bacharach                  | Ortsgemeinde           | Verbandsgemeinde Rhein-Nahe                           |
| Steeg                                   | Bacharach                  | Ortsgemeinde           | Verbandsgemeinde Rhein-Nahe                           |
| Genheim                                 | Waldalgesheim              | Ortsgemeinde           | Verbandsgemeinde Rhein-Nahe                           |
| Schwabsburg                             | Nierstein                  | Ortsgemeinde           | Verbandsgemeinde Rhein-Selz                           |
| Gebüg                                   | Schönau (Pfalz)            | Ortsgemeinde           | Verbandsgemeinde Dahner Felsenland                    |
| Petersbächel                            | Fischbach bei Dahn         | Ortsgemeinde           | Verbandsgemeinde Dahner Felsenland                    |
| Hermersbergerhof                        | Wilgartswiesen             | Ortsgemeinde           | Verbandsgemeinde Hauenstein                           |
| Hofstätten                              | Wilgartswiesen             | Ortsgemeinde           | Verbandsgemeinde Hauenstein                           |
| Glashütte                               | Lemberg                    | Ortsgemeinde           | Verbandsgemeinde Pirmasens-Land                       |
| Kettrichhof/Rodalberhof                 | Lemberg                    | Ortsgemeinde           | Verbandsgemeinde Pirmasens-Land                       |
| Langmühle                               | Lemberg                    | Ortsgemeinde           | Verbandsgemeinde Pirmasens-Land                       |
| Salzwoog                                | Lemberg                    | Ortsgemeinde           | Verbandsgemeinde Pirmasens-Land                       |
| Hochstellerhof/Felsenbrunnerhof         | Trulben                    | Ortsgemeinde           | Verbandsgemeinde Pirmasens-Land                       |